# Torna az 1952. évi nyári olimpiai játékokon
Az 1952. évi nyári olimpiai játékokon a tornában tizenöt versenyszámban osztottak érmeket. A nők is már hét számban versenghettek.

## Férfi

### Éremtáblázat
A táblázatban a rendező ország csapata eltérő háttérszínnel, az egyes számoszlopok legmagasabb értéke vagy értékei vastagítással kiemelve.
| Az 1952. évi nyári olimpiai játékok éremtáblázata férfi tornában | Az 1952. évi nyári olimpiai játékok éremtáblázata férfi tornában | Az 1952. évi nyári olimpiai játékok éremtáblázata férfi tornában | Az 1952. évi nyári olimpiai játékok éremtáblázata férfi tornában | Az 1952. évi nyári olimpiai játékok éremtáblázata férfi tornában | Olimpia  |
| ---------------------------------------------------------------- | ---------------------------------------------------------------- | ---------------------------------------------------------------- | ---------------------------------------------------------------- | ---------------------------------------------------------------- | -------- |
|                                                                  | Ország                                                           | Arany                                                            | Ezüst                                                            | Bronz                                                            | Összesen |
| 1.                                                               | Szovjetunió (URS)                                                | 5                                                                | 5                                                                | 1                                                                | 11       |
| 2.                                                               | Svájc (SUI)                                                      | 2                                                                | 2                                                                | 3                                                                | 7        |
| 3.                                                               | Svédország (SWE)                                                 | 1                                                                | 0                                                                | 0                                                                | 1        |
| 4.                                                               | Japán (JPN)                                                      | 0                                                                | 2                                                                | 2                                                                | 4        |
| 5.                                                               | Lengyelország (POL)                                              | 0                                                                | 1                                                                | 0                                                                | 1        |
| 5.                                                               | Németország (GER)                                                | 0                                                                | 1                                                                | 0                                                                | 1        |
| 7.                                                               | Finnország (FIN)                                                 | 0                                                                | 0                                                                | 1                                                                | 1        |
|                                                                  |                                                                  |                                                                  |                                                                  |                                                                  |          |
| Összesen                                                         | Összesen                                                         | 8                                                                | 11                                                               | 7                                                                | 26       |

### Érmesek
| Az 1952. évi nyári olimpiai játékok érmesei férfi tornában | | | |
| Versenyszám                                                | Arany | Ezüst | Bronz |
| Gyűrű                                                      | Hrant Sahinján · Szovjetunió (URS) · 19,75 | Viktor Csukarin · Szovjetunió (URS) · 19,55 | Dmitro Leonkin · Szovjetunió (URS) · 19,40 |
| Gyűrű                                                      | Hrant Sahinján · Szovjetunió (URS) · 19,75 | Viktor Csukarin · Szovjetunió (URS) · 19,55 | Hans Eugster · Svájc (SUI) · 19,40 |
| Korlát                                                     | Hans Eugster · Svájc (SUI) · 19,65 | Viktor Csukarin · Szovjetunió (URS) · 19,60 | Josef Stalder · Svájc (SUI) · 19,50 |
| Lólengés                                                   | Viktor Csukarin · Szovjetunió (URS) · 19,50 | Hrant Sahinján · Szovjetunió (URS) · 19,40 | Nem adták ki |
| Lólengés                                                   | Viktor Csukarin · Szovjetunió (URS) · 19,50 | Jevgenyij Korolkov · Szovjetunió (URS) · 19,40 | Nem adták ki |
| Nyújtó                                                     | Jack Günthard · Svájc (SUI) · 19,55 | Josef Stalder · Svájc (SUI) · 19,50 | Nem adták ki |
| Nyújtó                                                     | Jack Günthard · Svájc (SUI) · 19,55 | Alfred Schwarzmann · Németország (GER) · 19,50 | Nem adták ki |
| Talaj                                                      | William Thoresson · Svédország (SWE) · 19,25 | Ueszako Tadao · Japán (JPN) · 19,15 | Nem adták ki |
| Talaj                                                      | William Thoresson · Svédország (SWE) · 19,25 | Jerzy Jokiel · Lengyelország (POL) · 19,15 | Nem adták ki |
| Ugrás                                                      | Viktor Csukarin · Szovjetunió (URS) · 19,20 | Takemoto Maszao · Japán (JPN) · 19,15 | Ueszako Tadao · Japán (JPN) · 19,10 |
| Ugrás                                                      | Viktor Csukarin · Szovjetunió (URS) · 19,20 | Takemoto Maszao · Japán (JPN) · 19,15 | Ono Takasi · Japán (JPN) · 19,10 |
| Összetett egyéni                                           | Viktor Csukarin · Szovjetunió (URS) · 115,70 | Hrant Sahinján · Szovjetunió (URS) · 114,95 | Josef Stalder · Svájc (SUI) · 114,75 |
| Összetett csapat                                           | Szovjetunió (URS) · Vlagyimir Beljakov · Ioszif Bergyijev · Viktor Csukarin · Jevgenyij Korolkov · Dmitro Leonkin · Valentyin Muratov · Mihail Perlman · Hrant Sahinján · 574,4 | Svájc (SUI) · Hans Eugster · Ernst Fivian · Ernst Gebendinger · Jack Günthard · Hans Schwarzentruber · Josef Stalder · Melchior Thalmann · Jean Tschabold · 567,5 | Finnország (FIN) · Paavo Aaltanen · Kalevi Laitinen · Onni Lappalainen · Kaino Lempinen · Berndt Lindfors · Olavi Rove · Heikki Savolainen · Kalevi Viskari · 564,2 |

## Női

### Éremtáblázat
A táblázatban a rendező ország csapata eltérő háttérszínnel, az egyes számoszlopok legmagasabb értéke vagy értékeivastagítással kiemelve.
| Az 1952. évi nyári olimpiai játékok éremtáblázata női tornában | Az 1952. évi nyári olimpiai játékok éremtáblázata női tornában | Az 1952. évi nyári olimpiai játékok éremtáblázata női tornában | Az 1952. évi nyári olimpiai játékok éremtáblázata női tornában | Az 1952. évi nyári olimpiai játékok éremtáblázata női tornában | Olimpia  |
| -------------------------------------------------------------- | -------------------------------------------------------------- | -------------------------------------------------------------- | -------------------------------------------------------------- | -------------------------------------------------------------- | -------- |
|                                                                | Ország                                                         | Arany                                                          | Ezüst                                                          | Bronz                                                          | Összesen |
| 1.                                                             | Szovjetunió (URS)                                              | 4                                                              | 6                                                              | 1                                                              | 11       |
| 2.                                                             | Magyarország (HUN)                                             | 2                                                              | 1                                                              | 5                                                              | 8        |
| 3.                                                             | Svédország (SWE)                                               | 1                                                              | 0                                                              | 0                                                              | 1        |
| 4.                                                             | Csehszlovákia (TCH)                                            | 0                                                              | 0                                                              | 1                                                              | 1        |
|                                                                |                                                                |                                                                |                                                                |                                                                |          |
| Összesen                                                       | Összesen                                                       | 7                                                              | 7                                                              | 7                                                              | 21       |

### Érmesek
| Az 1952. évi nyári olimpiai játékok érmesei női tornában | | | |
| Versenyszám                                              | Arany | Ezüst | Bronz |
| Gerenda                                                  | Nyina Bocsarova · Szovjetunió (URS) · 19,22 | Marija Horohovszka · Szovjetunió (URS) · 19,13 | Korondi Margit · Magyarország (HUN) · 19,02 |
| Felemás korlát                                           | Korondi Margit · Magyarország (HUN) · 19,40 | Marija Horohovszka · Szovjetunió (URS) · 19,26 | Keleti Ágnes · Magyarország (HUN) · 19,16 |
| Ugrás                                                    | Jekatyerina Kalincsuk · Szovjetunió (URS) · 19,20 | Marija Horohovszka · Szovjetunió (URS) · 19,19 | Galina Minaicseva · Szovjetunió (URS) · 19,16 |
| Talaj                                                    | Keleti Ágnes · Magyarország (HUN) · 19,36 | Marija Horohovszka · Szovjetunió (URS) · 19,20 | Korondi Margit · Magyarország (HUN) · 19,00 |
| Összetett egyéni                                         | Marija Horohovszka · Szovjetunió (URS) · 76,78 | Nyina Bocsarova · Szovjetunió (URS) · 75,94 | Korondi Margit · Magyarország (HUN) · 75,82 |
| Összetett csapat                                         | Szovjetunió (URS) · Nyina Bocsarova · Pelageja Danyilova · Medeja Dzsugeli · Marija Horohovszka · Jekatyerina Kalincsuk · Galina Minaicseva · Galina Urbanovics · Galina Samraj · 527,03 | Magyarország (HUN) · Bodó Andrea · Karcsics Irén · Keleti Ágnes · Korondi Margit · Köteles Erzsébet · Kövi Mária · Tass Olga · Vásárhelyi Edit · 520,96                                 | Csehszlovákia (TCH) · Hana Bobková · Alena Chadimová · Jana Rabasová · Alena Reichová · Matylda Šínová · Božena Srncová · Věra Vančurová · Eva Věchtová · 503,32 |
| Kéziszercsapat                                           | Svédország (SWE) · Evy Berggren · Vanja Blomberg · Karin Lindberg · Hjördis Nordin · Ann-Sofi Pettersson · Göta Pettersson · Gun Röring · Ingrid Sandahl · 74,20                         | Szovjetunió (URS) · Nyina Bocsarova · Pelageja Danyilova · Medeja Dzsugeli · Marija Horohovszka · Jekatyerina Kalincsuk · Galina Minaicseva · Galina Urbanovics · Galina Samraj · 73,00 | Magyarország (HUN) · Bodó Andrea · Karcsics Irén · Keleti Ágnes · Korondi Margit · Köteles Erzsébet · Kövi Mária · Tass Olga · Vásárhelyi Edit · 71,60           |